# 李泰植

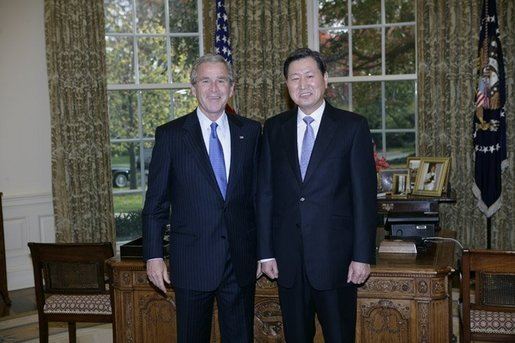
ジョージ・W・ブッシュ（左）と李泰植（右）

李 泰植（イ・テシク、1945年10月26日 - ）は、大韓民国の外交官。

## 生涯
1945年に慶尚北道慶州市で誕生。1970年にソウル大学校外交学科を卒業。
1973年に外務公務員試験に合格し、外務部に入省。朝鮮半島エネルギー開発機構事務次長、駐イスラエル大使（2000年-2002年）、外交通商部次官補（2002年-2003年）、駐英大使（2003年-2004年）、外交通商部次官（2005年）、駐米大使（2005年-2009年）を歴任。